# Грюнвальд, Альфред
А́льфред Грю́нвальд (нем. Alfred Grünwald, 1884—1951) — австрийский и американский либреттист, писатель, поэт. Наиболее известен как автор текста нескольких оперетт Имре Кальмана. Член американского общества композиторов, авторов и издателей. В честь драматурга назван второй по величине парк в 6-м районе Вены (Мариахильф), площадью около 9000 м².

## Биография
Альфред Грюнвальд родился в Вене в еврейской семье изготовителя шляп Морица Грюнвальда (родом из Будапешта) и его жены Эммы Донат. Свою карьеру начал в театральном агентстве, затем был театральным критиком для «Neue Wiener Journal». С 1909 года, совместно со своим многолетним соавтором Юлиусом Браммером, занялся написанием текстов театральных либретто. В период Первой мировой войны служил лейтенантом австрийской армии, написал несколько патриотических песен.
Наиболее успешным для Грюнвальда был межвоенный период (1918—1938). Для Имре Кальмана он написал либретто оперетт «Баядера» (1921), «Марица» (1926), «Принцесса цирка» (1927), «Герцогиня из Чикаго» (1929), «Фиалка Монмартра» (1930). Грюнвальд работал также с такими композиторами оперетты, как Франц Легар, Оскар Штраус, Пал Абрахам, Лео Фалль и Роберт Штольц. Кроме Браммера, Грюнвальд работал совместно с Фрицем Лёнер-Бедой и Людвигом Герцером.
После нацистского захвата Австрии (1938) семья Грюнвальда эмигрировала во Францию, а с началом Второй мировой войны — в США (через Португалию). Во время войны Грюнвальд работал на американской радиостанции, осуществлявшей вещание на территорию Германии. Ряд музыкальных пьес на либретто Грюнвальда были поставлены на Бродвее. Он также написал ряд комедий. Последнее либретто Грюнвальда было написано для последней оперетты Кальмана «Аризонская леди»; поставлена в 1953 году в Берне, уже после смерти обоих авторов.
Жена — Мила Лёвенштайн (Mila Löwenstein). Их сын, Генри Грюнвальд, был журналистом и дипломатом (посол США в Австрии с 1988 по 1990 год).

## Оперетты

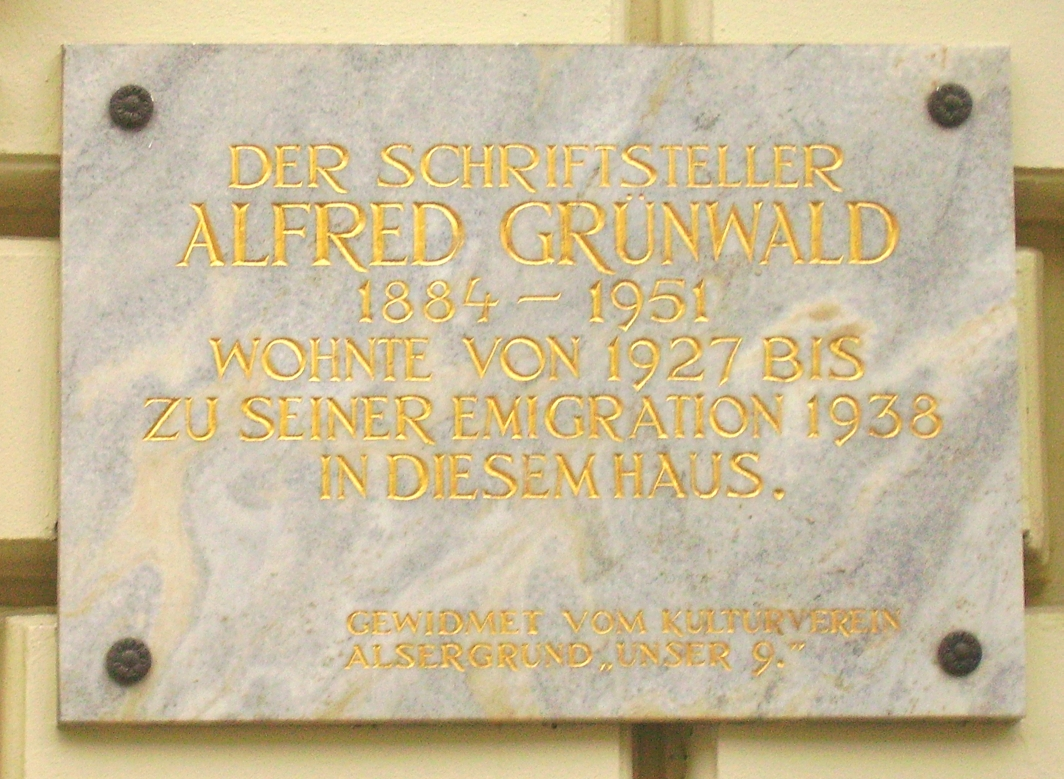
Мемориальная доска в Вене (Альзергрунд). Текст гласит: «Писатель Альфред Грюнвальд жил в этом доме с 1927 года до своей эмиграции в 1938 году»

Грюнвальд — автор более 40 либретто оперетт. Также писал музыкальные пьесы, рассказы и газетные статьи.
- Elektra (с Юлиусом Браммером), музыка: Bela Lasky, 1905
- Die lustigen Weiber von Wien, музыка: Роберт Штольц, 1908
- Die Dame in Rot (с Юлиусом Браммером), музыка: Robert Winterberg, 1911
- Hoheit tanzt Walzer (с Юлиусом Браммером), музыка: Лео Ашер, 1912
- Der lachende Ehemann (с Юлиусом Браммером), музыка: Эдмунд Эйслер, 1913
- Die ideale Gattin (с Юлиусом Браммером), музыка: Франц Легар, 1913
- Die schöne Schwedin (с Юлиусом Браммером), музыка: Robert Winterberg, 1915
- Die Kaiserin (с Юлиусом Браммером), музыка: Лео Фалль, 1916
- Роза Стамбула () (с Юлиусом Браммером), музыка: Лео Фалль, 1916
- Bruder Leichtsinn (с Юлиусом Браммером), музыка: Leo Ascher, 1917
- Das Sperrsechserl (с Юлиусом Браммером), музыка: Роберт Штольц, 1920
- Последний вальс (с Юлиусом Браммером), музыка: Оскар Штраус, 1920
- Баядера (с Юлиусом Браммером), музыка: Имре Кальман, 1921
- Королева танго, (с Юлиусом Браммером), музыка: Франц Легар, 1921
- Жемчуга Клеопатры (с Юлиусом Браммером), музыка: Оскар Штраус, 1923
- Mädi (с Лео Штайном), музыка: Роберт Штольц, 1923
- Марица (с Юлиусом Браммером), музыка: Имре Кальман, 1924
- Принцесса цирка (с Юлиусом Браммером), музыка: Имре Кальман, 1926
- Die gold’ne Meisterin (с Юлиусом Браммером), музыка: Эдмунд Эйслер, 1927
- Герцогиня из Чикаго (с Юлиусом Браммером), музыка: Имре Кальман, 1928
- Фиалка Монмартра (с Юлиусом Браммером), музыка: Имре Кальман, 1930
- Виктория и её гусар (с Фрицем Лёнер-Бедой), музыка: Пол Абрахам, 1930
- Цветок Гавайев (с Фрицем Лёнер-Бедой), музыка: Пол Абрахам, 1931
- Бал в Савойе (с Фрицем Лёнер-Бедой), музыка: Пол Абрахам, 1932
- Eine Frau, die weiß, was sie will, музыка: Оскар Штраус
- Venus in Seide, музыка: Роберт Штольц
- Märchen im Grand-Hotel (с Фрицем Лёнер-Бедой), музыка: Пол Абрахам, 1934
- Dschainah, das Mädchen aus dem Tanzhaus (с Фрицем Лёнер-Бедой), музыка: Пол Абрахам, 1935
- Polnische Hochzeit (с Фрицем Лёнер-Бедой), музыка: Йозеф Беер, 1937
- Roxy und ihr Wunderteam, (с Хансом Вайгелем, музыка: Пол Абрахам, 1937
- Bozena (с Юлиусом Браммером), музыка: Оскар Штраус, 1952